# Philip Th. Pedersen
Philip Th. Pedersen (født 22. august 1980 i Aalborg, Danmark) er en dansk-canadisk filminstruktør, kendt for filmen Forsvundet til Halloween (2021), der var nomineret til Robert filmprisen i 2022, samt serien Sprinter Galore (2016-2019), der blev sendt på DR Ramasjang, blev nomineret til TV Prisen i 2018, og efterfulgt af serierne Heino Fikser Alt (2018) og Heino og Vildmarksholdet (2020).

## Karriere
Philip Th. Pedersen er uddannet cand. mag. i filmvidenskab fra Københavns Universitet (2010), og instruerede efterfølgende reklamer, musikvideoer, kortfilm og serier.
Hans kortfilm Eastern Army (2010) var den første danske film udtaget til Los Angeles' Action on Film International Filmfestival 2010 og to af skuespillerne modtog priser. Pedersens kortfilm Små Mænd (2012), var den første danske film nomineret til æresprisen 'IN Hollywood Magazine award of Excellence' . Gyserfilmen Emma (2012) og dramaet The Waitress (2014) var begge udtaget til Cannes Court Metrage filmmarked.